# جرمی ریفکین
جرمی ریفکین (انگلیسی: Jeremy Rifkin؛ زادهٔ ۲۶ ژانویهٔ ۱۹۴۵) اقتصاددان، جامعه‌شناس، نویسنده، و استاد دانشگاه اهل ایالات متحده آمریکا است.
از فیلم‌ها یا برنامه‌های تلویزیونی که وی در آن نقش داشته‌است می‌توان به ابرشرکت اشاره کرد.
کتاب پایان کار: زوال نیروی کار جهانی و طلوع عصر پسابازار وی با ترجمه حسن مرتضوی توسط انتشارات اختران در سال ۱۳۹۸ منتشر شد.